# Corrado Catalano
Corrado Catalano (Roma, 23 giugno 1968) è un pilota motociclistico italiano.

## Carriera
Corrado Catalano debutta nel motomondiale nel 1987 nella classe 125 in sella ad una MBA, partecipando a 5 gare sulle 11 in calendario e terminando l'anno al 19º posto nella classifica mondiale con 6 punti. L'anno successivo continua a correre nella stessa classe, stavolta partecipando a tutti i gran premi in sella ad una Aprilia. Ottiene il suo primo, ed anche unico, podio nel motomondiale in Francia, dove giunge terzo al traguardo. Termina l'anno al 13º posto nella classifica mondiale con 36 punti.
Nel 1989 continua la sua esperienza in 125, questa volta in sella ad una Gazzaniga-Rotax, terminando la stagione al 29º posto in classifica mondiale con 10 punti. L'anno seguente passa alla classe 250, partecipando a 8 gran premi sui 15 previsti in sella ad una Aprilia. Termina 26º nella classifica mondiale con 10 punti.
Nel 1991 partecipa al campionato intero in sella ad una Honda, terminando 40º con un solo punto conquistato. L'anno successivo passa alla classe 500 in sella ad una ROC Yamaha. Termina 19º nella classifica mondiale con 5 punti.
Nel 1993 continua la sua esperienza nella classe regina, sempre sulla stessa moto. Al gran premio di Germania è vittima di un grave incidente, nel tentativo di restare con il gruppo di testa cade rovinosamente, con poche speranze di sopravvivenza. Tuttavia, dopo 25 giorni in coma, Corrado Catalano si risveglia, anche se deve terminare la sua carriera da pilota.

## Risultati nel motomondiale
| 1987 | Classe | Moto |    |  |  |   |  |    |   |     |     |  |    |  |  |    |    | Punti | Pos. |
| ---- | ------ | ---- | -- |  |  | - |  | -- | - | --- | --- |  | -- |  |  | -- | -- | ----- | ---- |
| 1987 | 125    | MBA  | NE |  |  | 9 |  | NE | 7 | Rit | Rit |  | NP |  |  | NE | NE | 6     | 19º  |

| 1988 | Classe | Moto    |    |    |     |    |     |     |     |   |     |     |   |     |     |   |    | Punti | Pos. |
| ---- | ------ | ------- | -- | -- | --- | -- | --- | --- | --- | - | --- | --- | - | --- | --- | - | -- | ----- | ---- |
| 1988 | 125    | Aprilia | NE | NE | Rit | NE | Rit | Rit | Rit | 8 | Rit | Rit | 3 | Rit | Rit | 4 | NE | 36    | 13º  |

| 1989 | Classe | Moto            |    |     |    |    |     |     |   |    |     |     |    |     |     |     |    | Punti | Pos. |
| ---- | ------ | --------------- | -- | --- | -- | -- | --- | --- | - | -- | --- | --- | -- | --- | --- | --- | -- | ----- | ---- |
| 1989 | 125    | Gazzaniga-Rotax | 18 | Rit | NE | NQ | Rit | Rit | 8 | NE | Rit | Rit | 14 | Rit | Rit | Rit | NE | 10    | 29º  |

| 1990 | Classe | Moto    |  |  |     |    |    |  |    |     |    |     |  |  |     |  |  | Punti | Pos. |
| ---- | ------ | ------- |  |  | --- | -- | -- |  | -- | --- | -- | --- |  |  | --- |  |  | ----- | ---- |
| 1990 | 250    | Aprilia |  |  | Rit | 13 | NP |  | 13 | Rit | 12 | Rit |  |  | Rit |  |  | 10    | 26º  |

| 1991 | Classe | Moto  |     |     |    |     |     |     |    |     |     |     |     |    |     |     |    | Punti | Pos. |
| ---- | ------ | ----- | --- | --- | -- | --- | --- | --- | -- | --- | --- | --- | --- | -- | --- | --- | -- | ----- | ---- |
| 1991 | 250    | Honda | Rit | Rit | 24 | Rit | Rit | Rit | 15 | Rit | Rit | Rit | Rit | 22 | Rit | Rit | 16 | 1     | 40º  |

| 1992 | Classe | Moto       |    |    |   |    |    |     |     |   |     |     |     |     |    |  |  | Punti | Pos. |
| ---- | ------ | ---------- | -- | -- | - | -- | -- | --- | --- | - | --- | --- | --- | --- | -- |  |  | ----- | ---- |
| 1992 | 500    | ROC Yamaha | 16 | 14 | 9 | 20 | 12 | Rit | Rit | 8 | Rit | Rit | Rit | Rit | 12 |  |  | 5     | 19º  |

| 1993 | Classe | Moto       |  |  |  |    |     |     |  |  |  |  |  |  |  |  |  | Punti | Pos. |
| ---- | ------ | ---------- |  |  |  | -- | --- | --- |  |  |  |  |  |  |  |  |  | ----- | ---- |
| 1993 | 500    | ROC Yamaha |  |  |  | 11 | Rit | Rit |  |  |  |  |  |  |  |  |  | 5     | 31º  |

| Legenda | 1º posto        | 2º posto            | 3º posto            | A punti      | Senza punti        | Grassetto – Pole position Corsivo – Giro più veloce |
| Legenda | Gara non valida | Non qual./Non part. | Ritirato/Non class. | Squalificato | '-' Dato non disp. | Grassetto – Pole position Corsivo – Giro più veloce |